# Goodenia caerulea
Goodenia caerulea är en tvåhjärtbladig växtart som beskrevs av Robert Brown. Goodenia caerulea ingår i släktet Goodenia och familjen Goodeniaceae. Inga underarter finns listade i Catalogue of Life.